# Оуктаун (Индијана)
Оуктаун (енгл. Oaktown) град је у америчкој савезној држави Индијана.

## Демографија
По попису из 2010. године број становника је 608, што је 25 (-3,9%) становника мање него 2000. године.
| Група             | 2000.       | 2010.       |
| Белци             | 619 (97,8%) | 584 (96,1%) |
| Афроамериканци    | 0 (0,0%)    | 4 (0,7%)    |
| Азијати           | 1 (0,2%)    | 3 (0,5%)    |
| Хиспаноамериканци | 11 (1,7%)   | 14 (2,3%)   |
| Укупно            | 633         | 608         |